# Hydronetka

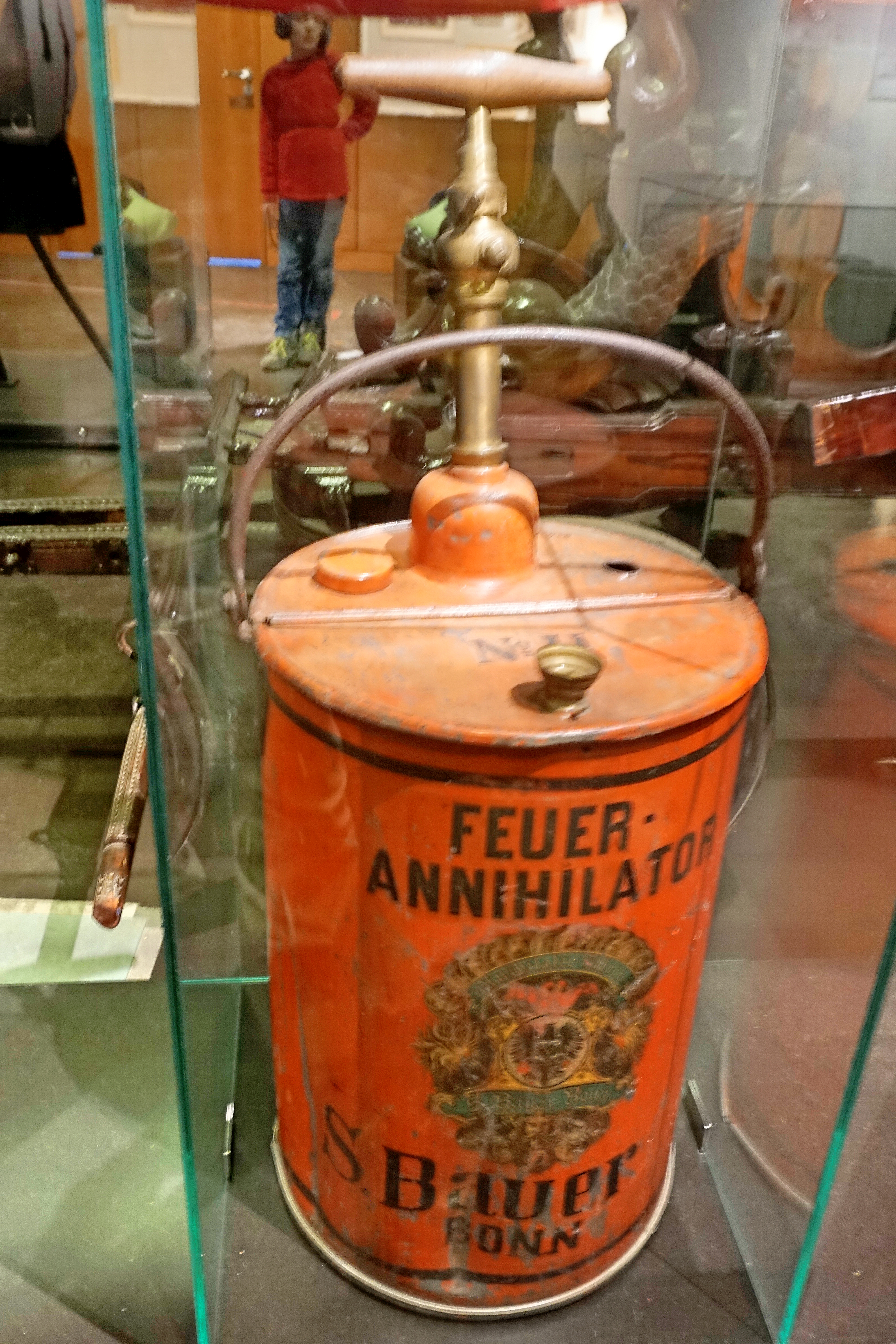
Hydronetka z 1885 roku

Hydronetka – podręczny, przenośny sprzęt gaśniczy przystosowany do podawania strumienia wody poprzez pompowanie ręczną pompką dwustronnego działania (wbudowaną w hydronetkę); najskuteczniej gasi małe pożary ciał stałych (klasa A).
Ładunek gaśniczy mieści się w zbiorniku na środek gaśniczy i jest wyrzucany na źródło ognia poprzez około 5-metrowy wąż zakończony prądownicą. Zbiornik zawiera około 15 litrów środka. Podczas gaszenia hydronetką jedna osoba obsługuje wąż, druga pompuje wodę i uzupełnia wodę w pojemniku, dzięki czemu urządzenie pracuje w sposób ciągły.
Przy zastosowaniu odmiennej prądownicy, środkiem gaśniczym używanym w hydronetce może być również wodny roztwór środka pianotwórczego. Wówczas zakres stosowania takiej hydronetki powiększa się o pożary cieczy palnych.
Współcześnie hydronetki wychodzą z użycia i są wypierane przez nowocześniejszy i skuteczniejszy sprzęt gaśniczy.